# He 50 (航空機)
He 50
- 用途：急降下爆撃機
- 分類：爆撃機
- 製造者：ハインケル社
- 運用者：ナチス・ドイツ（ドイツ空軍）
- 初飛行：1931年
- 生産数：78機
- 運用開始：1935
- 退役：1944

He 50 は、ドイツのハインケル社で製作され、第一次世界大戦と第二次世界大戦の間にドイツ空軍等で使用された単発の爆撃機である。元々は日本海軍からの発注による水上、陸上用の急降下爆撃機として開発されたが、国防省が同時に発注した増加試作型がドイツ空軍に採用された。ドイツ空軍初の制式急降下爆撃機で、Hs 123、Ju 87が登場するまで第一線部隊で使用された。

## 概要
1931年に日本海軍は、250kg爆弾搭載ができカタパルト射出が可能な水上、陸上用の急降下爆撃機をハインケル社に発注した。ハインケル社では1931年夏に試作1号機を完成させたが、その改良型に国防省が注目し増加試作機3機を発注することとなった。増加試作機は650hpの空冷エンジンに金属製3枚翅のプロペラを有した羽布張りの複葉機で、最大500kgの爆弾を搭載することができた。テストの結果は優秀で、1933年に制式採用され約60機生産された。その後、エンジンにカウリングを付けるなどの改修をした型も若干数生産された。
He50はドイツ空軍初の制式急降下爆撃機だったが構造的には旧式の機体で、Hs 123やJu 87が登場するとすぐに第一線部隊から引き上げられて、訓練用に使用されることとなった。しかし、第二次世界大戦中の東部戦線において夜間侵入爆撃任務に旧式の機体が大量投入されるのに伴い、本機も1943年春から夜間爆撃任務に就いた。この任務では1944年夏まで現役であった。

## 輸出型(He 66)
日本海軍からの発注に伴うHe50試作第一号機は双フロートを持つ水上機だったが、エンジンの馬力不足が目立ち操縦性も不安定だった。この機体は、その後のテスト中に事故を起こし大破してしまった。その後エンジンを強化した陸上型の2号機を経て、主脚やカウリングを改良した3号機が輸出用に完成した。この機体はHe 66と改名され、日本へ輸出された。これを艦上で運用するために改修したのが九四式艦上爆撃機である。
また、中国国民党軍向けにも同じ型と、エンジンを強化した型が合わせて24機1934年から1936年にかけて輸出された。

## スペック
- 全長： 9.60 m
- 全幅： 11.50 m
- 全高： 4.40 m
- 全備重量： 2,620 kg
- エンジン： BMW ブラモ SAM22B 650 hp × 1
- 最大速度： 235 km/h
- 上限高度： 6,400 m
- 航続距離： 600 km
- 武装
  - 7.92mmMG 15 機関銃 × 2
  - 爆弾 500 kg
- 乗員： 2名